# Winds of Change
Winds of Change studijski je album britanskog rock sastava Eric Burdon & The Animals, kojeg diskografska kuća MGM objavljuje u rujnu 1967. godine.
Originalna postava The Animalsa raspala se 1966. godine, dok je Eric Burdon & The Animals bio putpuno novi sastav osim pjevača Erica Burdona i bubnjara Barryja Jenkinsa. Novi članovi u sastavu bili su gitarist Vic Briggs, basist Danny McCulloch i na električnoj violini John Weider. Burdon je u vokalnoj izvedbi napravio prijelaz iz blues zvuk kojeg je izvodio sredinom 1960-ih u psihodelični rock.

## O albumu
Winds of Change otvara novu eru psihodelične glazbe u povijesti sastava Eric Burdon & The Animals. Album otvara naslovna skladba "Winds of Change". Skladbu "Poem by the Sea" obilježila je upotreba echo-drenched instrumenta. "Good Times" i "San Franciscan Nights", dvije su najpopularnije skladbe s albuma, te su se kasnije našle na top 10. Burdon je bio veliki obožavatelj i prijatelj Jimia Hendrixa, te je petu skladbu "Yes I Am Experienced" na prvoj strani, posvetio njemu kao odgovor njegovoj pjesmi "Are You Experienced?".

## Popis pjesama

### Strana 1
1. "Winds of Change" (4:00)
2. "Poem by the Sea" (2:15)
3. "Paint It, Black" (6:00)
4. "The Black Plague" (6:05)
5. "Yes I Am Experienced" (3:40)

### Strana 2
1. "San Franciscan Nights" (3:24)
2. "Man - Woman" (5:25)
3. "Hotel Hell" (4:53)
4. "Good Times" (2:50)
5. "Anything" (3:20)
6. "It's All Meat" (2:05)

Bonus skladbe dodane 2008. godine
1. "Good Times" (singl mono verzija) (2:57)
2. "Ain't That So?" (3:24)
3. "San Franciscan Nights" (singl mono verzija) (3:16)
4. "Greatfully Dead" (3:59)